# Dance Music Hall of Fame
De Dance Music Hall of Fame is een eerbetoon aan de dancemuziek in de Verenigde Staten. Een vakjury bestaande uit 1000 branche-experten koos de winnaars in de officiële categorieën Performing Artist, Records, Producers, Remixers, dj's en Lifetime Achievement (Non-Performer). Al in 2006 werd de uitbesteding weer stopgezet.

## Geschiedenis
De Dance Music Hall of Fame werd opgericht in 2003 toen John Parker (Robbins Entertainment), een veteraan uit de muziekindustrie, vond dat er iets moest gebeuren om de makers en vernieuwers van dancemuziek te eren. Hij riep aanvankelijk de hulp in van Eddie O'Loughlin (Next Plateau Records) en daarna brachten ze Daniel Glass (Glassworks), Tom Silverman (Tommy Boy Records) & Brian Chin (bekende dansmuziekschrijver/historicus) erbij om de organisatie te vormen. De Dance Music Hall of Fame erkent de bijdragen van degenen die een significante invloed hebben gehad op de evolutie en ontwikkeling van dancemuziek en viert de geschiedenis en het belang van het genre.
Artiesten, producenten, platenspelers, remixers en dj's die hebben bijgedragen aan het vormgeven van de dancemuziekindustrie, komen 25 jaar na hun eerste bijdrage of plaatpublicatie in aanmerking voor introductie. Criteria zijn onder meer de invloed en betekenis van de bijdragen van de genomineerde aan dancemuziek. De raad van adviseurs van de Dance Music Hall Of Fame bestond uit professionals uit de dancemuziek, historici en journalisten. Toen de genomineerden werden geselecteerd, werden de stembiljetten naar een internationale stemcommissie van meer dan 1.000 dancemuziekexperts gestuurd. Een prijsuitreiking ter aankondiging van de inductees in de Dance Music Hall Of Fame zou jaarlijks plaatsvinden tijdens een formeel diner in New York.
Vanwege financiële verschillen tussen de bestuursleden stopte The Dance Music Hall of Fame na de tweede ceremonie in 2005.

## Artiesten
- 2004: The Bee Gees, Donna Summer, Barry White
- 2005: Chic, Gloria Gaynor, Sylvester James

## Muzieknummers
- 2004: Don't Leave Me This Way - Thelma Houston
- 2004: I Feel Love - Donna Summer
- 2004: Love Is the Message - MFSB
- 2004: Shame - Evelyn 'Champagne' King
- 2004: (You Make Me Feel) Mighty Real - Sylvester James
- 2005: Disco Inferno - The Trammps
- 2005: Good Times - Chic
- 2005: Got To Be Real - Cheryl Lynn
- 2005: I Will Survive - Gloria Gaynor
- 2005: Staying Alive - Bee Gees

## Producenten
- 2004: Pete Bellotte, Giorgio Moroder
- 2005: Bernard Edwards, Kenny Gamble, Leon Huff, Quincy Jones, Nile Rodgers

## DJ's
- 2004: Larry Levan, David Mancuso, Tee Scott
- 2005: John „Jellybean“ Benitez, François Kevorkian, Frankie Knuckles

## Remixers
- 2004: Tom Moulton
- 2005: Francois Kevorkian

## Levenswerk
- 2004: Henry Stone
- 2005: Mel Cheren

## Weblinks
- Facebook